# Hans-Lothar Fauth
Hans-Lothar Fauth (ur. 14 marca 1928 w Gdańsku, zm. 8 stycznia 2012 w Lubece) – zamieszkały w Lubece gastronom i hotelarz, sponsor odbudowy zabytków Gdańska, honorowy senator i obywatel Gdańska.

## Życiorys
Był synem elektryka zatrudnionego w stoczni. Od 1942 uczył się zawodu kupca. W 1944 powołany do Wehrmachtu, walczył w okolicach Gdańska, po zranieniu ewakuowany do Danii.
W 1947 wstąpił do zakonu OO. Dominikanów, 1952 wystąpił z zakonu i zajął się gastronomią i hotelarstwem, zaangażował się w działalność społeczną. 
Od 1952 r. włączył się w działalność polityczną i społeczną. Organizował Związek Młodzieży Europejskiej (Bund Europäischer Jugend) w Szlezwiku-Holsztynie, działał w CDU. W latach 1981 do 1994 był radnym miasta Lubeki.
Od wprowadzenia w Polsce stanu wojennego organizował pomoc we współpracy z ks. Henrykiem Jankowskim, przekazując lekarstwa i aparaturę medyczną dla gdańskich szpitali. Przekazał Radzie Miasta Gdańska pozłacaną kopię berła używanego przez angielską Izbę Gmin.
Ufundował jeden z dzwonów na wieży kościoła św. Katarzyny. W roku 1990 sfinansował odtworzenie zegara słonecznego na ścianie Bazyliki Mariackiej w Gdańsku. Sponsorował też konserwację Dworu Artusa.
Starał się o zwrot gdańskich dzwonów i naczyń liturgicznych znajdujących się w Lubece.
Władze Gdańska uhonorowały Hansa-Lothara Fautha godnością honorowego senatora i obywatela miasta. Został też odznaczony Krzyżem Komandorskim z Gwiazdą Orderu Odrodzenia Polski.